# Danny Danon
Danny Danon (hebrejsky דני דנון, narozen 8. května 1971 Ramat Gan) je izraelský politik, poslanec Knesetu za stranu Likud a od května 2015 ministr vědy a technologie. V letech 2013 až 2014 zastával post náměstka ministra obrany.

## Biografie
Narodil se v izraelském městě Ramat Gan Josefovi a Jocheved Danonovým. Vystudoval střední školu Blich a jako mladík vstoupil do mládežnického hnutí Bejtar. Po studiu na střední škole pokračoval v bakalářském studiu mezinárodních vztahů a posléze magisterském studiu veřejné správy na Hebrejské univerzitě v Jeruzalémě. Po absolvování povinné vojenské služby v Izraelských obranných silách v letech 1994 až 1996, byl Židovskou agenturou poslán do Miami.
V roce 1996 se stal asistentem poslance Uzi Landaua z Likudu. Později byl jmenován předsedou světového hnutí Betar a tuto funkci zastával po několik let. Před volbami do Knesetu v roce 2006 získal 26. místo na kandidátní listiny pro volby do parlamentu. Strana však získala pouze 12 poslaneckých křesel a Danon se tak poslancem nesta.
V červnu 2006 byl, poté, co porazil poslance Juvala Steinitze, zvolen předsedou organizace Světový Likud. Aktivně vystupoval proti plánu někdejšího premiéra Ariela Šarona na jednostranné stažení Izraele z Pásma Gazy, a to zejména během vnitrostranického referenda uspořádaného ústředním výborem strany.
V červenci 2007 se popisoval jako největší kritik Benjamina Netanjahua a oznámil, že se bude ucházet o post předsedy strany. Ve vnitrostranických volbách nakonec skončil třetí. V roce 2008 Danon podal petici k Nejvyššímu soudu na zrušení občanství bývalého poslance Azmí Bišáry, který z Izraele uprchl po podezření, že během druhé libanonské války pomáhal hnutí Hizballáh. Petice však byla odmítnuta.
Před parlamentními volbami v roce 2009 získal 24. místo na kandidátní listině Likudu a poté, co strana získala 27 poslaneckých mandátů se stal poslancem. V září 2009, během každoročního zasedání Valného shromáždění OSN, Danon cestoval po Spojených státech, setkal se s kongresmany, vůdci židovských komunit a dalšími významnými osobnostmi. Americkým zákonodárcům sdělil, že „americký tlak na Izrael tento stát poškozuje a v ničem nepomůže pokroku v míru.“ Ve volbách v roce 2013 svůj poslanecký mandát obhájil a následně se stal náměstkem ministra obrany. Tento post poté zastával až do července 2014, kdy jej pro jeho kritiku odvolal premiér Netanjahu.
Poslanecký mandát obhájil rovněž ve volbách v roce 2015. Od května 2015 zastává ve čtvrté Netanjahuově vládě post ministra vědy a technologie.
Danon je ženatý a se svou manželkou Tali má tři děti. Žije v mošavu Mišmeret.